# Herman Keiser
Herman Keiser, född 7 oktober 1914 i Springfield i Missouri, död 24 december 2003 i Akron i Ohio, var en amerikansk golfspelare.
Keiser började sin golfkarriär 1940 som assistent åt en klubbprofessional på Portage Country Club i Portage i Ohio. 1941 blev han själv klubbprofessional på Firestone Country Club i Akron.
Efter att ha gjort militärtjänst i tre år under andra världskriget vann majortävlingen The Masters Tournament 1946 på Augusta National Golf Club i Georgia på 282 slag. Ben Hogan blev tvåa i tävlingen på 283 slag. Keiser ställde upp i ytterligare 25 Masters men han placerade sig bara en gång till bland de tio bästa.
Utöver segern i The Masters så vann Keiser fyra tävlingar på PGA-touren under 1940- och 1950-talet och han deltog i det amerikanska Ryder Cup-laget 1947. Han slutade att tävla 1974.
Han avled 89 år gammal i Alzheimers sjukdom.
| Majorsegrare genom tiderna                                                                                      |              |               |               |                  |
| 200 olika spelare har vunnit i herrarnas majortävlingar. Herman Keiser var den 77:e spelaren som vann en major. |              |               |               |                  |
| 1:a | 76:e         | 77:e          | 78:e          | 200:e            |
| Willie Park Sr                                                                                                  | Bob Hamilton | Herman Keiser | Lloyd Mangrum | Louis Oosthuizen |
| Lista över golfens majorsegrare                                                                                 |              |               |               |                  |